# Schloss Feldeck
Die ehemalige Schloss Feldeck war eine im Mittelalter errichtete Befestigungsanlage am Eingang des Feldatales im Ortsteil Dietlas der Krayenberggemeinde im Wartburgkreis in Thüringen.

## Lage
Die baulichen Reste der mächtigen Wasserburg befinden sich im Norden der historischen Ortslage von Dietlas, etwa zwei Kilometer südlich von Dorndorf. Die ursprüngliche Anlage befindet sich in einer geschützten Lage inmitten der Talaue der Felda, welche im Mittelalter durch Stauwehre in die Burgbefestigung einbezogen wurde.

## Geschichte
Zum Schutz seiner zahlreichen Besitzungen in Dorndorf wurde im Hochmittelalter durch das Kloster Hersfeld die Burg Feldeck erbaut. Sie war eine Schwesterburg der Krayenburg, die sich jenseits der Werra ebenfalls im Besitz des Klosters Hersfeld befand. Als Burgvögte von Feldeck sind wiederum die Dynasten von Frankenstein zu benennen; diese hatten die Burg an buchonische Ministeriale, die Ritter Dietzel und Johann von Taft in Großentaft, übertragen.  Mit dem 1330 erfolgten Verkauf ihrer Besitzungen (Frankensteiner Verkaufsbrief) gelangte auch diese Burg an die Grafen von Henneberg. 1376 werden Werner und Wetzilo von Bennhausen als Burgmannen auf Feldeck genannt, ihnen folgt 1423 Georg von Buchenau, Schwiegersohn des Wetzilo von Bennhausen. Die Familie der Ritter von Buchenau löste sich in einer Fehde, nach jahrzehntelangen Streit, von ihrem Lehnsherren, den Grafen von Henneberg, und wechselte auf die Seite der Landgrafen von Thüringen. Die Henneberger übergaben deshalb 1487 die Burg an den Ritter von Prasser und 1506 an die Herren von Wechmar. Anfang des 16. Jahrhunderts wurde sie ihrem Amtmann von Schmalkalden, dem Ritter Rudolph von Boyneburgk auf Schloss Gerstungen, überlassen, der auch zeitgleich der Pfandbesitzer des angrenzenden Amtes Frauensee mit der Krayenburg war. Während des Bauernkrieges entstand der Werrahaufen und zog 1525 durch das Feldatal vor die Städte Salzungen, Vacha und Kaltennordheim. Die Befehlshaber und Besatzungen der Burgen übergaben diese meist kampflos, so auch bei Schloss Feldeck vermerkt.
1533 werden die Ritter von Hanstein im Besitz (Pfandbesitz?) der Burg genannt.  Melchior Rudolf von Boyneburgk verkaufte Schloss Feldeck mit Dietlas im Jahr 1622 an den Amtmann von Lichtenberg, Hans Melchior von Butler. Ab 1600 begannen umfangreiche Erneuerungen und Umbauten, die das Hauptgebäude des Schlosses, ursprünglich wohl ein quadratischer Wohnturm, veränderten. Während des Dreißigjährigen Krieges soll auch Schloss Feldeck ausgeplündert worden sein; das Herrenhaus wurde in Brand gesteckt. Im 17. Jahrhundert wurde das westlich an die Burg angrenzende Gut neu errichtet, der Wassergraben wohl schon damals teilweise verfüllt.
Im 19. Jahrhundert war Schloss Feldeck durch Max von Butler zu einem Wohnschloss mit zahlreichen Antiquitäten aufgewertet worden.  Die Burg blieb bis zur Enteignung im Jahr 1945 im Familienbesitz der Butlers und wurde nach der Wende von Generalmajor a. D. Ruprecht von Butler wieder erworben. Schon kurz nach der Enteignung sollen der Bergfried und das Torhaus abgerissen worden sein. Das Schloss wurde in der DDR-Zeit als Kindersanatorium genutzt. Die Wirtschaftsgebäude des Gutes waren dabei ohne Belang und wurden nach und nach abgerissen.

## Bauliche Anlage

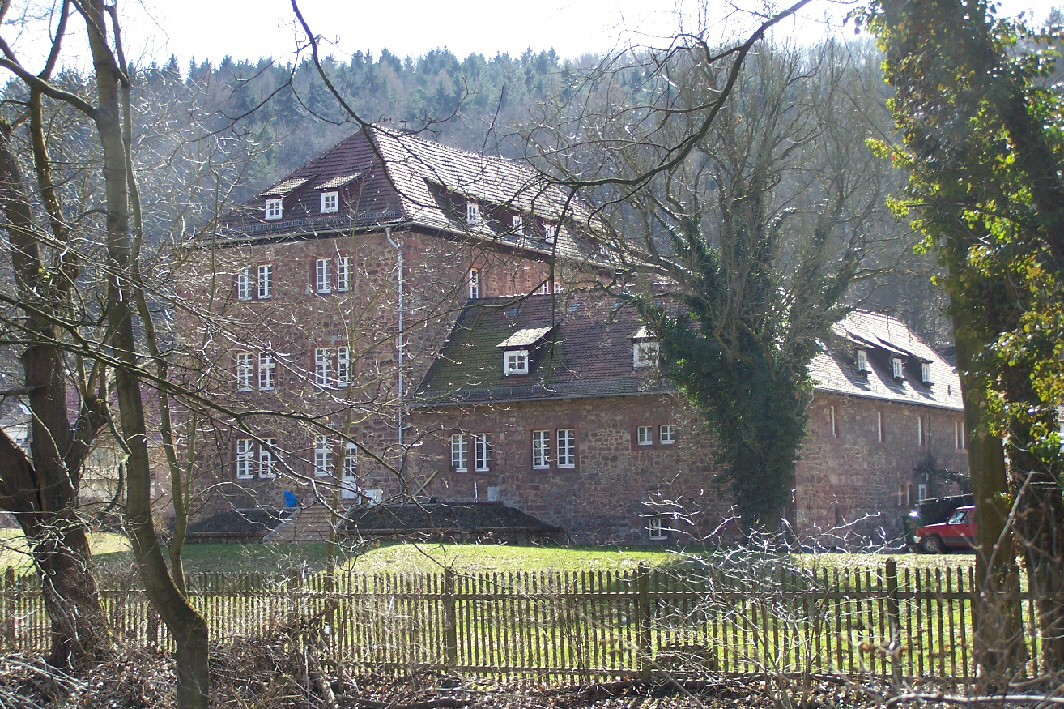
Ansicht von Osten (2009)

Die Burganlage bestand bis zum Ende des Krieges aus dem heute noch vorhandenen Schlossgebäude, einer in Teilen noch vorhandenen Wehrmauer, dem Bergfried (1945 abgerissen), dem Tor mit Zugbrücke (abgerissen), dem Gutshof mit Hof- und Wirtschaftsgebäuden (schrittweise nach Verfall abgerissen). Die Lage der verfüllten Wassergräben ist im Süden noch erkennbar.

## Heutige Situation und Nutzung

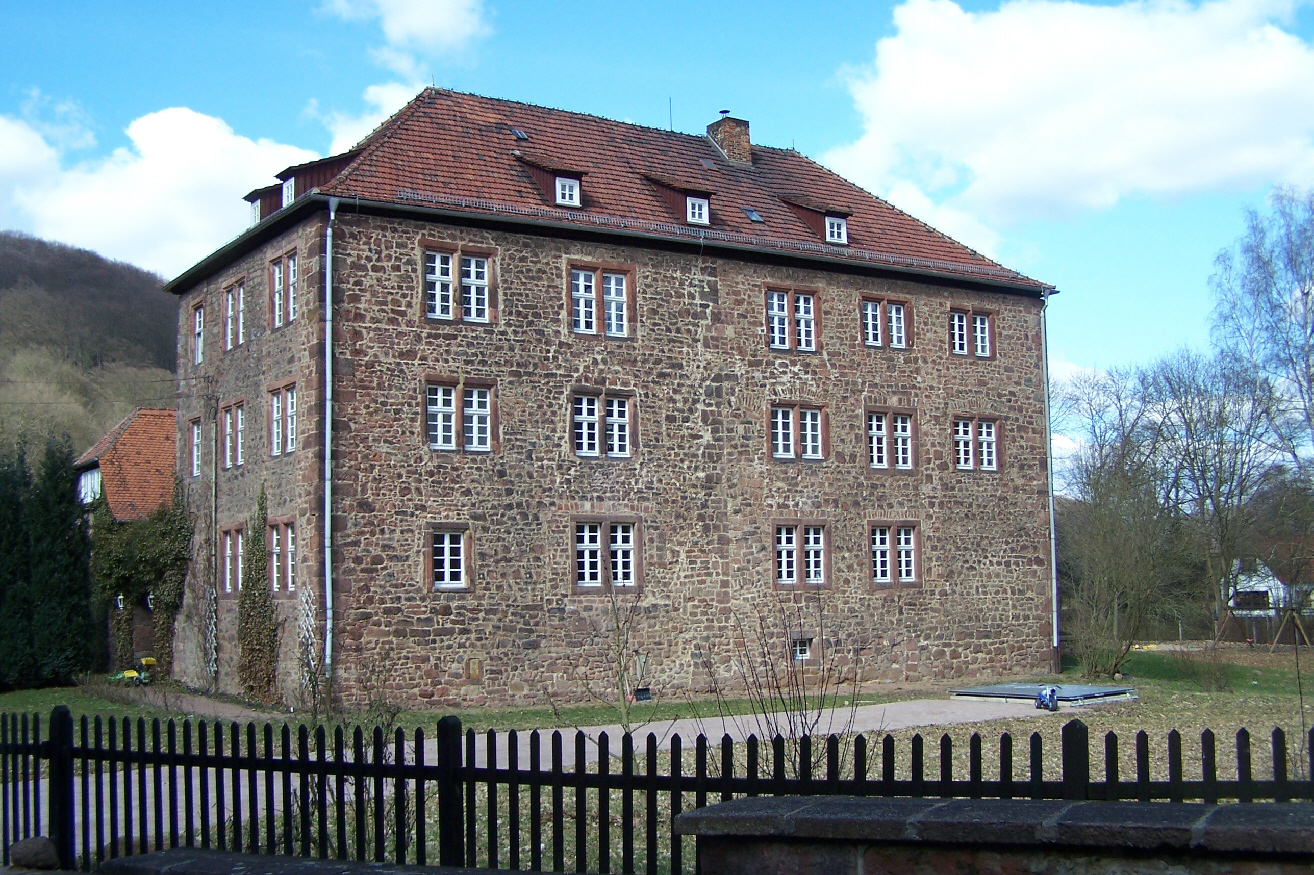
Das Herrenhaus – Ansicht von Südwesten (2009)

Die Schlossanlage ist ein ausgewiesenes Bau- und Bodendenkmal der Gemeinde Dorndorf und befindet sich im Privatbesitz. Die Besitzer bieten im Schloss einige Räume als Unterkunft für Feriengäste an.

## Namensdeutung
Im Tal der Felda gelegen war die Wasserburg Feldeck ein wichtiger Eckstein der fuldischen Burganlagen dieses Gebietes.